# Semmie Radji
Semmie Gyasi Radji (Almere, 16 settembre 1994) è un giocatore di football americano olandese, che gioca come edge rusher per gli Schwäbisch Hall Unicorns.
Ha giocato inizialmente per i Flevo Phantoms, passando in seguito algli Amsterdam Panthers. Nel 2016 si è trasferito ai tedeschi Lübeck Cougars e da lì agli Hildesheim Invaders (divisi in due periodi, intervallati da due anni di militanza nei finlandesi Kuopio Steelers). Nelle stagioni 2022 e 2023 ha gioca to nei Panthers Wrocław, mentre nel 2024 è passato agli Schwäbisch Hall Unicorns.

## Palmarès
- 2 Vaahteramalja (Kuopio Steelers: 2020, 2021)